# Lathrobium terminatum
Lathrobium terminatum är en skalbaggsart som beskrevs av Johann Ludwig Christian Gravenhorst 1802. Lathrobium terminatum ingår i släktet Lathrobium, och familjen kortvingar. Arten är reproducerande i Sverige.